# (9787) 1995 BA3
A (9787) 1995 BA3 a Naprendszer kisbolygóövében található aszteroida. Ueda Szeidzsi, Kaneda Hirosi fedezte fel 1995. január 27-én.